# Europamesterskabet i fodbold 2012
Europamesterskabet i fodbold 2012 var det 14. EM i fodbold. Kvalifikationsturneringen blev spillet i efteråret 2010 samt i hele 2011. Værterne for slutrunden var Ukraine og Polen i perioden 8. juni – 1. juli 2012.
Spanien vandt finalen med 4-0 over Italien. Dette var første gang i EM-historien, at de forsvarende mestre genvandt titlen.

## Valg af værtskab
Den 8. november 2005 udvalgte UEFA's eksekutivkommite 3 endelige kandidater til at afholde slutrunden for EM i 2012:
- Italien
- Kroatien/Ungarn
- Polen/Ukraine

Landene havde foreslået afvikling i følgende byer:
- Italien: Rom, Milano, Bari, Firenze, Napoli, Palermo, Torino, Udine.
- Kroatien/Ungarn: Zagreb (CRO), Split (CRO), Rijeka (CRO), Osijek (CRO), Budapest (HUN), Székesfehérvár (HUN), Györ (HUN), Debrecen (HUN)
- Polen/Ukraine: Chorzów/Katowice (POL), Gdańsk (POL), Kraków (POL), Poznań (POL), Warszawa (POL), Wrocław (POL), Dnipropetrovsk (UKR), Donetsk (UKR), Kyiv (UKR), Lviv (UKR)

Den endelige beslutning om valget af værtsnationen blev taget 18. april 2007, og her blev Polen/Ukraine valgt.

## Kvalifikation til slutrunden
Lodtrækningen til kvalifikationen til mesterskabet blev afholdt 7. februar 2010. 51 lande deltog i lodtrækningen, hvor de to værtslande, Polen og Ukraine, ikke indgik, da de som værtslande er automatisk deltagere i slutrunden. De øvrige lande var inddelt i seks seedningslag, og herudfra blev holdene trukket ud til ni grupper.
De ni gruppevindere samt den bedste toer kvalificerer sig direkte til slutrunden. De otte øvrige toere spiller parvis playoff-kampe om de resterende fire pladser til slutrunden.

## Kvalificerede hold
Følgende hold har kvalificeret sig til slutrunden
| Land       | Kvalificeret som                            | Kvalifikationsdato |
| ---------- | ------------------------------------------- | ------------------ |
| Polen      | Værtsnation                                 | 18. april 2007     |
| Ukraine    | Værtsnation                                 | 18. april 2007     |
| Tyskland   | Nr. 1 i gruppe A                            | 2. september 2011  |
| Italien    | Nr. 1 i gruppe C                            | 6. september 2011  |
| Spanien    | Nr. 1 i gruppe I                            | 6. september 2011  |
| Danmark    | Nr. 1 i gruppe H                            | 11. oktober 2011   |
| Rusland    | Nr. 1 i gruppe B                            | 11. oktober 2011   |
| Holland    | Nr. 1 i gruppe E                            | 11. oktober 2011   |
| Sverige    | Bedste to'er                                | 11. oktober 2011   |
| Frankrig   | Nr. 1 i gruppe D                            | 11. oktober 2011   |
| Grækenland | Nr. 1 i gruppe F                            | 11. oktober 2011   |
| England    | Nr. 1 i gruppe G                            | 11. oktober 2011   |
| Kroatien   | Efter playoff-kampe mod Tyrkiet             | 15. november 2011  |
| Portugal   | Efter playoff-kampe mod Bosnien-Hercegovina | 15. november 2011  |
| Irland     | Efter playoff-kampe mod Estland             | 15. november 2011  |
| Tjekkiet   | Efter playoff-kampe mod Montenegro          | 15. november 2011  |

## Spillesteder
Bortset fra Donetsk og Kharkiv er alle værtsbyerne populære turistdestinationer. De obligatoriske forbedringer af infrastrukturen omfatter byggeri af seks nye stadions, mens de sidste to stadions i Poznań og Kharkiv undergår omfattende renoveringer. Tre stadions vil leve op til kriterierne i UEFA's højeste stadionkategori.
| Warszawa                                 | Poznań                            | Gdańsk                             | Wrocław                           |
| ---------------------------------------- | --------------------------------- | ---------------------------------- | --------------------------------- |
| Polens Nationalstadion Kapacitet: 58.145 | Miejski Stadion Kapacitet: 41.609 | PGE Arena Gdańsk Kapacitet: 40.818 | Miejski Stadion Kapacitet: 42.771 |
| National Stadium Warszawa                | Stadion Miejski Poznań            | PGE Arena Gdańsk                   | Stadion Miejski Wrocław           |
| EURO-2012 spillesteder                   |                                   |                                    |                                   |
| Kyiv                                     | Donetsk                           | Kharkiv                            | Lviv                              |
| Olympiske Stadion Kapacitet: 63.195      | Donbass Arena Kapacitet: 50.055   | Metalist Stadion Kapacitet: 38.633 | Arena Lviv Kapacitet: 33.500      |
|                                          |                                   |                                    |                                   |

## Dommere
I december 2011 offentliggjorde UEFA listen over dommere og fjerdedommere, der skal i aktion ved slutrunden. For første gang har man udtaget ekstra dommere, der skal fungere som mållinjedommere.
| Land      | Dommer                  | Linjedommere                                                                       | Mållinjedommre                             |
| --------- | ----------------------- | ---------------------------------------------------------------------------------- | ------------------------------------------ |
| England   | Howard Webb             | Michael Mullarkey Peter Kirkup Stephen Child (standby)                             | Martin Atkinson Mark Clattenburg           |
| Frankrig  | Stéphane Lannoy         | Eric Dansault Frédéric Cano Michael Annonier (standby)                             | Fredy Fautrel Ruddy Buquet                 |
| Tyskland  | Wolfgang Stark          | Jan-Hendrik Salver Mike Pickel Mark Borsch (standby)                               | Florian Meyer Deniz Aytekin                |
| Ungarn    | Viktor Kassai           | Gábor Erős György Ring Róbert Kispál (standby)                                     | István Vad Tamás Bognár                    |
| Italien   | Nicola Rizzoli          | Renato Faverani Andrea Stefani Luca Maggiani (standby)                             | Gianluca Rocchi Paolo Tagliavento          |
| Holland   | Björn Kuipers           | Sander van Roekel Erwin Zeinstra Norbertus Simons (standby)                        | Pol van Boekel Richard Liesveld            |
| Portugal  | Pedro Proença           | Bertino Miranda Ricardo Santos Tiago Trigo (standby)                               | Jorge Sousa Duarte Gomes                   |
| Skotland  | Craig Thomson           | Alasdair Ross Derek Rose Graham Chambers (standby)                                 | William Collum Euan Norris                 |
| Slovenien | Damir Skomina           | Primoz Arhar Marko Stancin Matej Žunič (standby)                                   | Matej Jug Slavko Vinčič                    |
| Spanien   | Carlos Velasco Carballo | Roberto Alonso Fernández Juan Carlos Yuste Jiménez Jesús Calvo Guadamuro (standby) | David Fernández Borbalán Carlos Clos Gómez |
| Sverige   | Jonas Eriksson          | Stefan Wittberg Mathias Klasenius Fredrik Nilsson (standby)                        | Markus Strömbergsson Stefan Johannesson    |
| Tyrkiet   | Cüneyt Çakır            | Bahattin Duran Tarık Ongun Mustafa Emre Eyisoy (standby)                           | Hüseyin Göçek Bülent Yıldırım              |

Desuden er udnævnt fire dommere, der kun skal fungere som 4. dommere samt fire reserve linjedommere.
| Land     | 4. dommer        |
| -------- | ---------------- |
| Tjekkiet | Pavel Královec   |
| Norge    | Tom Harald Hagen |
| Polen    | Marcin Borski    |
| Ukraine  | Viktor Shvetsov  |

| Land      | Reserve linjedommere |
| --------- | -------------------- |
| Irland    | Damien MacGraith     |
| Polen     | Marcin Borkowski     |
| Slovakiet | Roman Slysko         |
| Ukraine   | Oleksandr Voytyuk    |

## Lodtrækning
Lodtrækningen til gruppespillet fandt sted den 2. december 2011 på Ukraine Palace of Arts i Kyiv, Ukraine, kl. 17:00 UTC (19:00 lokal time).
Ligesom det var tilfældet ved slutrunderne i 2004 og 2008, var de 16 deltagende nationer blevet delt op i fire seedningslag ud fra deres rangering efter UEFA's landsholdskoefficienter. Som værter var Polen og Ukraine dog automatisk placeret i øverste seedningslag sammen med Spanien som forsvarende mester. Lodtrækningen blev foretaget af 4 tidligere finalevindere: Horst Hrubesch, Zinedine Zidane, Marco van Basten og Peter Schmeichel.
| Lag 1                                 | Lag 2                                    | Lag 3                                        | Lag 4                                    |
| ------------------------------------- | ---------------------------------------- | -------------------------------------------- | ---------------------------------------- |
| - Ukraine - Polen - Spanien - Holland | - Tyskland - Italien - England - Rusland | - Kroatien - Grækenland - Portugal - Sverige | - Danmark - Frankrig - Tjekkiet - Irland |

## Gruppespil

### Gruppe A
| Hold       | P | K | V | U | T | + | - | +/- |
| ---------- | - | - | - | - | - | - | - | --- |
| Tjekkiet   | 6 | 3 | 2 | 0 | 1 | 4 | 5 | -1  |
| Grækenland | 4 | 3 | 1 | 1 | 1 | 3 | 3 | 0   |
| Rusland    | 4 | 3 | 1 | 1 | 1 | 5 | 3 | +2  |
| Polen      | 2 | 3 | 0 | 2 | 1 | 2 | 3 | -1  |

| 8. juni 2012 |

| Polen | 1 - 1 | Grækenland |
| ----- | ----- | ---------- |
|       |       |            |

|  |

| 8. juni 2012 |

| Rusland | 4 - 1 | Tjekkiet |
| ------- | ----- | -------- |
|         |       |          |

|  |

| 12. juni 2012 |

| Grækenland | 1 - 2 | Tjekkiet |
| ---------- | ----- | -------- |
|            |       |          |

|  |

| 12. juni 2012 |

| Polen | 1 - 1 | Rusland |
| ----- | ----- | ------- |
|       |       |         |

|  |

| 16. juni 2012 |

| Tjekkiet | 1 - 0 | Polen |
| -------- | ----- | ----- |
|          |       |       |

|  |

| 16. juni 2012 |

| Grækenland | 1 - 0 | Rusland |
| ---------- | ----- | ------- |
|            |       |         |

|  |

### Gruppe B
| Hold     | P | K | V | U | T | + | - | +/- |
| -------- | - | - | - | - | - | - | - | --- |
| Tyskland | 9 | 3 | 3 | 0 | 0 | 5 | 2 | +3  |
| Portugal | 6 | 3 | 2 | 0 | 1 | 5 | 4 | +1  |
| Danmark  | 3 | 3 | 1 | 0 | 2 | 4 | 5 | -1  |
| Holland  | 0 | 3 | 0 | 0 | 3 | 2 | 5 | -3  |

| 9. juni 2012 |

| Holland | 0 - 1 | Danmark |
| ------- | ----- | ------- |
|         |       |         |

|  |

| 9. juni 2012 |

| Tyskland | 1 - 0 | Portugal |
| -------- | ----- | -------- |
|          |       |          |

|  |

| 13. juni 2012 |

| Danmark | 2 - 3 | Portugal |
| ------- | ----- | -------- |
|         |       |          |

|  |

| 13. juni 2012 |

| Holland | 1 - 2 | Tyskland |
| ------- | ----- | -------- |
|         |       |          |

|  |

| 17. juni 2012 |

| Portugal | 2 - 1 | Holland |
| -------- | ----- | ------- |
|          |       |         |

|  |

| 17. juni 2012 |

| Danmark | 1 - 2 | Tyskland |
| ------- | ----- | -------- |
|         |       |          |

|  |

### Gruppe C
| Hold     | P | K | V | U | T | + | - | +/- |
| -------- | - | - | - | - | - | - | - | --- |
| Spanien  | 7 | 3 | 2 | 1 | 0 | 6 | 1 | +5  |
| Italien  | 5 | 3 | 1 | 2 | 0 | 4 | 2 | +2  |
| Kroatien | 4 | 3 | 1 | 1 | 1 | 4 | 3 | +1  |
| Irland   | 0 | 3 | 0 | 0 | 3 | 1 | 9 | -8  |

| 10. juni 2012 |

| Spanien | 1 - 1 | Italien |
| ------- | ----- | ------- |
|         |       |         |

|  |

| 10. juni 2012 |

| Irland | 1 - 3 | Kroatien |
| ------ | ----- | -------- |
|        |       |          |

|  |

| 14. juni 2012 |

| Italien | 1 - 1 | Kroatien |
| ------- | ----- | -------- |
|         |       |          |

|  |

| 14. juni 2012 |

| Spanien | 4 - 0 | Irland |
| ------- | ----- | ------ |
|         |       |        |

|  |

| 18. juni 2012 |

| Kroatien | 0 - 1 | Spanien |
| -------- | ----- | ------- |
|          |       |         |

|  |

| 18. juni 2012 |

| Italien | 2 - 0 | Irland |
| ------- | ----- | ------ |
|         |       |        |

|  |

### Gruppe D
| Hold     | P | K | V | U | T | + | - | +/- |
| -------- | - | - | - | - | - | - | - | --- |
| England  | 7 | 3 | 2 | 1 | 0 | 5 | 3 | +2  |
| Frankrig | 4 | 3 | 1 | 1 | 1 | 3 | 3 | 0   |
| Ukraine  | 3 | 3 | 1 | 0 | 2 | 2 | 4 | -2  |
| Sverige  | 3 | 3 | 1 | 0 | 2 | 5 | 5 | 0   |

| 11. juni 2012 |

| Frankrig | 1 - 1 | England |
| -------- | ----- | ------- |
|          |       |         |

|  |

| 11. juni 2012 |

| Ukraine | 2 - 1 | Sverige |
| ------- | ----- | ------- |
|         |       |         |

|  |

| 15. juni 2012 |

| Ukraine | 0 - 2 | Frankrig |
| ------- | ----- | -------- |
|         |       |          |

|  |

| 15. juni 2012 |

| Sverige | 2 - 3 | England |
| ------- | ----- | ------- |
|         |       |         |

|  |

| 19. juni 2012 |

| England | 1 - 0 | Ukraine |
| ------- | ----- | ------- |
|         |       |         |

|  |

| 19. juni 2012 |

| Sverige | 2 - 0 | Frankrig |
| ------- | ----- | -------- |
|         |       |          |

|  |

## Slutspil
|  | Kvartfinaler        | Kvartfinaler        |                    |       | Semifinaler | Semifinaler |  |  | Finale | Finale |
|  |                     |                     |                    |       |             |             |  |  |        |        |
|  | 21. juni - Warszawa |                     |                    |       |             |             |  |  |        |        |
|  |                     |                     |                    |       |             |             |  |  |        |        |
|  | Tjekkiet            | 0                   |                    |       |             |             |  |  |        |        |
|  | Tjekkiet            | 0                   | 27. juni – Donetsk |       |             |             |  |  |        |        |
|  | Portugal            | 1                   |                    |       |             |             |  |  |        |        |
|  | Portugal            | 1                   | Portugal           | 0 (2) |             |             |  |  |        |        |
|  | 23. juni – Donetsk  |                     | Portugal           | 0 (2) |             |             |  |  |        |        |
|  |                     | Spanien             | 0 (4)              |       |             |             |  |  |        |        |
|  | Spanien             | Spanien             | 0 (4)              | 2     |             |             |  |  |        |        |
|  | Spanien             |                     | 1. juli – Kyiv     | 2     |             |             |  |  |        |        |
|  | Frankrig            | 0                   |                    |       |             |             |  |  |        |        |
|  | Frankrig            | 0                   | Spanien            | 4     |             |             |  |  |        |        |
|  | 22. juni – Gdańsk   |                     | Spanien            | 4     |             |             |  |  |        |        |
|  |                     | Italien             | 0                  |       |             |             |  |  |        |        |
|  | Tyskland            | Italien             | 0                  | 4     |             |             |  |  |        |        |
|  | Tyskland            | 28. juni – Warszawa |                    | 4     |             |             |  |  |        |        |
|  | Grækenland          | 2                   |                    |       |             |             |  |  |        |        |
|  | Grækenland          | 2                   | Tyskland           | 1     |             |             |  |  |        |        |
|  | 24. juni – Kyiv     |                     | Tyskland           | 1     |             |             |  |  |        |        |
|  |                     | Italien             | 2                  |       |             |             |  |  |        |        |
|  | England             | Italien             | 2                  | 0 (2) |             |             |  |  |        |        |
|  | England             |                     |                    | 0 (2) |             |             |  |  |        |        |
|  | Italien             | 0 (4)               |                    |       |             |             |  |  |        |        |
|  | Italien             | 0 (4)               |                    |       |             |             |  |  |        |        |

### Kvartfinaler
| 21. juni 2012 |

| Tjekkiet | 0 - 1 | Portugal         |
| -------- | ----- | ---------------- |
|          |       | C. Ronaldo 79' · |

|  |

| 22. juni 2012 |

| Tyskland                                      | 4 - 2 | Grækenland                               |
| --------------------------------------------- | ----- | ---------------------------------------- |
| Lahm 39' · Khedira 61' · Klose 68' · Reus 74' |       | Samaras 55' · Salpigidis 89' (straffe) · |

|  |

| 23. juni 2012 |

| Spanien                    | 2 - 0 | Frankrig |
| -------------------------- | ----- | -------- |
| Alonso 19' 90+1' (straffe) |       |          |

|  |

| 24. juni 2012 |

| England | 0 - 0 (2-4) | Italien |
| ------- | ----------- | ------- |
|         |             |         |

|  |

|                           |                    | Straffesparkskonkurrence                    |  |
| Gerrard Rooney Young Cole | {{{straffescore}}} | Balotelli Montolivo Pirlo Nocerino Diamanti |  |

### Semifinaler
| 27. juni 2012 |

| Portugal | 0 - 0 (2-4) | Spanien |
| -------- | ----------- | ------- |
|          |             |         |

|  |

|                          |                    | Straffesparkskonkurrence            |  |
| Moutinho Pepe Nani Alves | {{{straffescore}}} | Alonso Iniesta Pique Ramos Fabregas |  |

| 28. juni 2012 |

| Tyskland             | 1 - 2 | Italien             |
| -------------------- | ----- | ------------------- |
| Ozil 90+2' (straffe) |       | Balotelli 20' 36' · |

|  |

### Finale
| 1. juli 2012 |

| Spanien                                      | 4 - 0 | Italien |
| -------------------------------------------- | ----- | ------- |
| Silva 14' · Alba 41' · Torres 84' · Mata 88' |       |         |

|  |

## Målscorere
3 mål
| - Mario Mandžukić - Cristiano Ronaldo | - Mario Balotelli - Alan Dzagojev | - Mario Gómez - Fernando Torres |

2 mål
| - Petr Jiráček - Václav Pilař - Nicklas Bendtner - Michael Krohn-Dehli | - Cesc Fàbregas - Xabi Alonso - David Silva | - Dimitris Salpigidis - Zlatan Ibrahimović - Andrij Sjevtjenko |

1 mål
| - Nikica Jelavić - Andy Carroll - Joleon Lescott - Wayne Rooney - Theo Walcott - Danny Welbeck - Yohan Cabaye - Jérémy Menez - Samir Nasri - Lars Bender - Lukas Podolski - Philipp Lahm - Miroslav Klose | - Marco Reus - Sami Khedira - Mesut Özil - Theofanis Gekas - Giorgos Karagounis - Georgios Samaras - Sean St Ledger - Antonio Cassano - Antonio Di Natale - Andrea Pirlo - Rafael van der Vaart - Robin van Persie | - Jakub Błaszczykowski - Robert Lewandowski - Pepe - Hélder Postiga - Silvestre Varela - Roman Pavljutjenko - Roman Sjirokov - Jordi Alba - Juan Mata - Jesús Navas - Sebastian Larsson - Olof Mellberg |

1 selvmål
- Glen Johnson (kamp mod Sverige)

## Diverse

### Pokal
Henri Delaunay-pokalen begyndte en rundrejse til værtsbyerne syv uger før turneringen startede. 100 dage før turneringsstart lettede en 35.5 meter høj luftballon, udformet som pokalen, fra Nyon i Schweiz, og satte kursen mod 14 byer udover værtsbyerne, for at reklamere for turneringen.

### Kampbold
Den officielle kampbold til mesterskabet er Adidas Tango 12, som er designet til at være lettere at drible med, end den angiveligt uforudsigelige Adidas Jabulani der blev anvendt ved VM i fodbold 2010.

### Temasang
Sangerinden Oceana Mahlmann har skrevet turneringens officielle sang der hedder Endless Summer.